# Geometria (Descartes)
Descartes va escriure La Géométrie l'any 1637, com un dels tres assaigs del Discurs del Mètode. El títol complet de l'obra és Discours de la Méthode pour bien conduire sa raison et chercer la verité dans les sciences plus la Dioptrique, les Météores et la Géométrie qui sont des essais de cette méthode. La va decidir escriure en llengua francesa, tot defensant:
"I si escric en francès, que és la llengua del meu país, en comptes de fer-ho en llatí, que és la dels meus preceptors, és perquè espero que els que se serveixen només de la raó natural tota pura jutjaran millor de les meves opinions que els qui no creuen sinó en els llibres antics. I, quant als qui uneixen el bon sentit amb l'estudi, que són els únics que desitjo tenir per jutges, estic segur que no seran pas tan parcials en favor del llatí que es neguin a entendre les meves raons perquè les explico en llengua vulgar."
Va ser publicada a Leiden, Holanda, anònimament, tot i que aquest fet no va aconseguir amagar la identitat de l'autor.
Una de les idees clau del mètode, i de tot el pensament cartesià, és que “el saber és u i universal". Per tant, només s'hi pot arribar per un camí. Naturalment, per a Descartes aquest camí és el mètode, que sorgeix del mètode matemàtic grec i que “al no haver-lo aplicat a cap ciència en particular, era possible aplicar-lo a qualsevol ciència." Amb aquesta idea, doncs, Descartes discrepa dels seus mestres i predecessors, que consideraven les ciències per separat, i que cada una tenia un “mètode" diferent al marge de totes les altres. Segons Descartes, s'enganyen completament, ja que “totes les ciències no són més que saviesa humana que roman sempre una i la mateixa encara que s'apliqui a matèries diferents". És per això comprensible que Descartes afegeixi tres assaigs aparentment tan disconnexos (que ell probablement ja havia madurat abans) en una mateixa obra.
A La Dioptrique estudia la llum i les seves propietats, i ho fa d'acord amb al seu punt de vista global de la ciència. Hi trobem el mecanismes de la visió humana i l'anatomia de l'ull, les lleis de la reflexió i refracció i una part dedicada a la talla de cristalls i lents i a la fabricació de telescopis i ulleres de llarga-vista, un problema important en aquell moment. En aquest text tenim, doncs, lleis físiques que cal expressar matemàticament -geomètricament-, al costat de qüestions de biologia animal i d'òptica aplicada. Pel que fa a les lleis físiques de l'òptica, el més destacat és la demostració de Descartes de la llei de Snell. Per a fer-ho enuncia tres hipòtesis:
- La transmissió de la llum és instantània. (tanmateix aquesta hipòtesi s'omet en la demostració).
- La visió es produeix pels rais lluminosos que van de l'objecte a l'ull.
- El buit no és possible i, per això, la llum es transmet des del Sol a través d'una substància subtil. Aquesta substància, com tota la resta de la res extensa, està lligada a les lleis de la mecànica.

A partir d'aquestes hipòtesis pot aplicar i justificar la seva demostració mecànica de les lleis de reflexió i refracció. La Dioptrique es troba amb La Géométrie en la part destinada a la fabricació de lents (concretament, a la part del Llibre segon en que tracta la construcció i propietats dels ovals).
A Les Météores, Descartes vol explicar mecànicament els fenòmens atmosfèrics més corrents: la formació de núvols, la pluja i la neu. Pren una posició que podríem anomenar atomista i tot lligant aquest assaig amb els altres i el mètode, amb les lleis de reflexió i refracció dona una explicació de la formació de l'arc del cel.
L'assaig de La Géométrie, que no formava part del seu projecte inicial, va ser elaborat amb independència dels altres dos. Es divideix en tres llibres. El primer es titula Dels problemes que es poden construir fent ús exclusiu de les circumferències i de les línies rectes; el segon, De la naturals de les línies corbes, i el tercer, De la construcció dels problemes sòlids, o més que sòlids. Són tres llibres diferents, però que estan fortament relacionats.
En el Llibre primer se centra a establir bé la metodologia de la geometria i estudiar com es replantegen els problemes grecs clàssics.
En el Llibre segon planteja la necessitat d'una classificació més bona de les corbes que la tradicional de la matemàtica grega i introdueix els seus compassos trobant les equacions d'algunes corbes.
El Llibre tercer, el més algebraic dels tres, torna als problemes del primer i deixa clara la potència de les idees introduïdes al Llibre segon, resolent problemes que amb les tècniques heretades dels grecs no s'havien aconseguit resoldre. Ara, amb la seva metodologia -el mètode- pot resoldre aquestes qüestions, que abans semblaven de naturalesa diferent.

## Llibre primer: Dels problemes que es poden construir fent ús exclusiu de circumferències i línies rectes

### De com el càlcul aritmètic està relacionat amb les operacions geomètriques

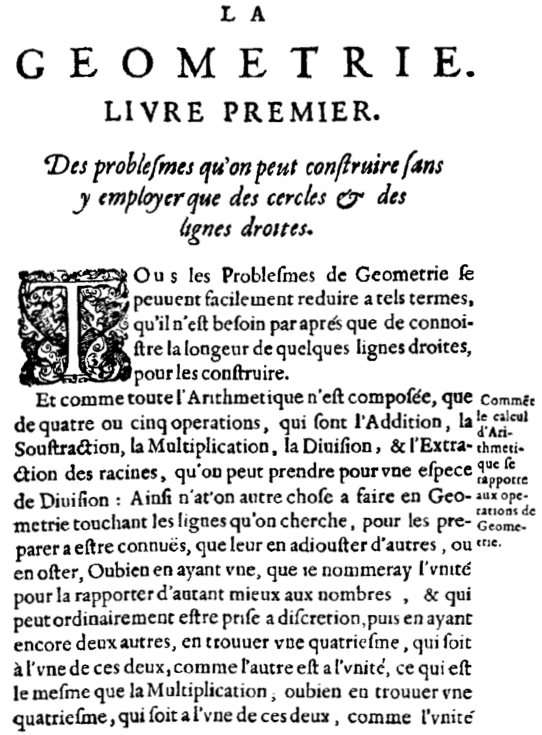
Portada del Llibre Primer de La Geometria

El llibre primer s'inicia amb la següent declaració de principis
" Tots els problemes de geometria es poden reduir amb facilitat a termes tals que, en endavant, només sigui necessari conèixer la longitud d'algunes línies per tal de poder-los construir. "
Amb altres paraules, podem reduir els problemes geomètrics a problemes de càlcul aritmètic. Per tant, per a resoldre problemes geomètrics només cal sumar, restar, multiplicar, dividir i extreure arrels a les línies que busquem per tal d'obtenir-ne de conegudes.
L'addició i la subtracció de línies s'entén de manera natural. Per a la resta d'operacions cal disposar d'una línia a la que Descartes anomena unitat, per tal de relacionar-la de la millor manera possible amb els nombres, que normalment pot agafar-se a "discreció".

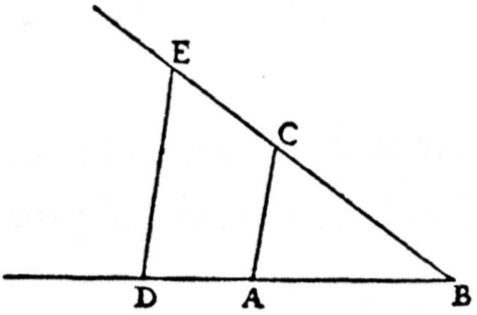
Multiplicació i divisió

Així doncs, disposant d'una línia unitat i dues línies més, trobar-ne una quarta que sigui a una de les dues com l'altra és a la unitat equival a multiplicar, mentre que trobar-ne una de quarta que sigui a una de les dues com la unitat és a l'altra equival a dividir.

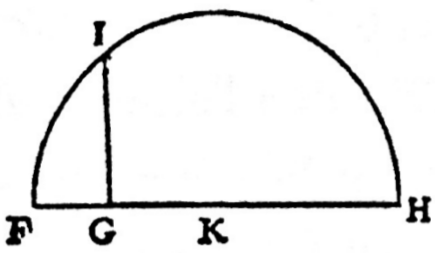
Arrel quadrada de GH

Sigui AB la unitat, si volem multiplicar BD per BC només cal unir A i C i tirar DE paral·lela a CA. Aleshores BE equival a aquest producte. Si, en canvi, volem dividir BE per BD, unim els punts E i D i tirem AC paral·lela a DE. Aleshores BC equival a aquesta divisió.
Per acabar, trobar una, dues o diverses mitjanes proporcionals entre la unitat i alguna altra línia equival a determinar l'arrel quadrada o cúbica, etc.
Si volem extreure l'arrel quadrada de GH, li afegim en línia recta la unitat FG i busquem K, punt mitjà entre F i H. Prenent K com a centre, tirem una circumferència que passi per F i H, i pel punt G aixequem una recta perpendicular a FH, que talla la circumferència en el punt I. La recta GI equival a l'arrel desitjada.
A la pràctica no sol ser necessari fer els dibuixos de totes les línies, sinó que és suficient designar-les per lletres (una lletra per a cada línia) i s'utilitza la notació aritmètica habitual per a designar les línies obtingudes realitzant les operacions aritmètiques prèviament explicades. Cal anar alerta alhora de referir-nos a expressions del tipus {\displaystyle a^{2}} o {\displaystyle b^{3}}, com a quadrats o cubs aprofitant els noms de l'àlgebra, ja que d'ordinari aquests tipus d'expressions indiquen línies simples.
Cal remarcar també, que quan es tracta una qüestió on no s'ha determinat la unitat, totes les parts d'una mateixa línia s'han d'expressar amb el mateix nombre de dimensions; així com {\displaystyle a^{3}} en té tantes com {\displaystyle abb} i com {\displaystyle b^{3}}. D'altra banda, quan la unitat sí que ha estat determinada, aquesta es pot sobreentendre on hi hagi excés o defecte de dimensions. Així si hem d'extreure l'arrel cúbica de {\displaystyle aabb-b}, sobreentenem que la quantitat {\displaystyle aabb} està dividida per la unitat, mentre que la quantitat {\displaystyle b} està multiplicada pel quadrat de la unitat.
Per tal de no oblidar els noms de les línies, cal fer-ne una llista sempre que s'introdueixin o es canviïn.

### De com s'obtenen les equacions per resoldre els problemes
Per a resoldre un problema qualsevol, cal suposar d'entrada que ja està resolt, i donar nom a totes les línies que es considerin necessàries per a la seva construcció, independentment de si són conegudes o no. La dificultat del problema rau a aconseguir expressar una mateixa quantitat de dues maneres diferents; això és el que s'anomena equació, ja que els termes d'una de les expressions són iguals als de l'altra.
Per a arribar a una equació cal seguir l'ordre que sembli més natural possible per a expressar les relacions entre les línies del problema, sense fer distinció entre les que són conegudes i les que no. Cal trobar tantes equacions com línies desconegudes s'hagin introduït. Si, sense haver omès res d'allò que especifica el problema, no se'n poden trobar tantes, aleshores el problema no està totalment determinat. En aquests casos, es poden elegir arbitràriament línies de longitud coneguda per a cada una de les línies desconegudes a les quals no els correspon cap equació.
Si després de fer-ho encara queden diverses equacions, caldrà servir-se ordenadament de les que queden, considerant-les de manera aïllada o comparant-les entre elles per a explicitar cada una de les línies desconegudes. Amb aquesta finalitat, cal aconseguir que una línia desconeguda sigui igual a una de coneguda, o que el quadrat, el cub, el quadrat del quadrat, el quadrat del cub, etc. d'una línia desconeguda sigui igual a la suma o diferència de dues o més quantitats formades per una línia coneguda mentre que les altres estiguin compostes d'algunes mitjanes proporcionals entre la unitat i aquest quadrat, cub, quadrat de quadrat, quadrat de cub, etc. multiplicades per altres de conegudes.
Això es pot escriure com
{\displaystyle z=b}
{\displaystyle zz=-az+bb}
{\displaystyle zzz=azz+bbz-ccc}
{\displaystyle zzzz=azzz-cccz+dddd}
D'aquesta manera es poden reduir totes les quantitats desconegudes a una de sola, sempre que el problema es pugui construir amb circumferències i línies rectes, o bé amb seccions còniques, o amb algun altre tipus de corba com a màxim un o dos graus més complexa.
Si el problema es pot resoldre fent servir només línies rectes i circumferències dibuixades sobre una superfície plana, és a dir, si es pot resoldre mitjançant geometria ordinària, quan l'última equació hagi estat desentrellada constarà, com a màxim, d'un únic quadrat desconegut, igual al producte de la seva arrel per una quantitat coneguda sumant o sostraient una altra quantitat coneguda. En aquest cas, aquesta arrel o línia desconeguda es troba amb facilitat.

### De com es resolen els problemes plans
Si per exemple tenim
{\displaystyle z^{2}=az+bb,}

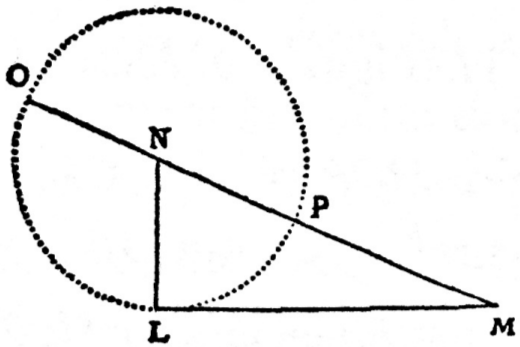
Exemple

considerem el triangle NLM, on el costat LM és b (arrel quadrada de la quantitat coneguda bb) i el costat LN és {\displaystyle {\dfrac {1}{2}}a} (la meitat de l'altra quantitat coneguda a). A la línia desconeguda l'anomenem z. Perllongant MN fins a O, de tal manera que NO sigui igual a NL, aleshores aquesta línia OM que s'obté és precisament la z desitjada, i s'expressa
{\displaystyle z={\dfrac {1}{2}}a+{\sqrt {{\dfrac {1}{4}}aa+bb}}.}
Si, en canvi, considerem
{\displaystyle y^{2}=-ay+bb,}
considerem el mateix triangle NLM i a MN li treiem NP, on NP és igual a LN. Aleshores la línia MP que s'obté és la y desitjada, i s'expressa

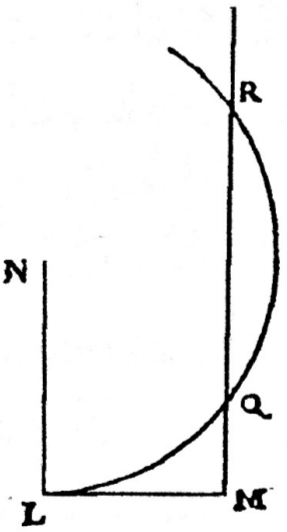
Exemple

{\displaystyle y=-{\dfrac {1}{2}}a+{\sqrt {{\dfrac {1}{4}}aa+bb}}.}
Anàlogament, si l'equació fos
{\displaystyle x^{4}=-ax^{2}+bb,}
aleshores PM seria {\displaystyle x^{2}}, i tindríem
{\displaystyle x={\sqrt {-{\dfrac {1}{2}}a+{\sqrt {{\dfrac {1}{4}}aa+bb}}}}.}
Si tenim ara
{\displaystyle z^{2}=az-bb,}
fem
{\displaystyle NL={\dfrac {1}{2}}a} i {\displaystyle LM=b}. Aleshores tirem una recta paral·lela a LN passant per M. Dibuixem una circumferència amb centre N que passi per L. Aquesta circumferència talla la recta que acabem de dibuixar en els punts Q i R. La línia z pot ser MQ o MR, i s'expressa d'una d'aquestes dues formes
{\displaystyle z={\dfrac {1}{2}}a+{\sqrt {{\dfrac {1}{4}}aa-bb}},} i {\displaystyle z={\dfrac {1}{2}}a-{\sqrt {{\dfrac {1}{4}}aa-bb}}.}
Si la circumferència de centre N que passa per L no talla ni toca la línia recta paral·lela a LN que passa per M, aleshores l'equació no té cap arrel i podem assegurar que el problema no té construcció possible.

### Exemple tret de Pappos
Descartes creu que els antics no disposaven del mètode veritable per a descobrir les seves proposicions, sinó que simplement feien llibres dels resultats amb què anaven ensopegant. Un exemple d'això queda palès en el setè llibre de Pappos, on exposa una qüestió i afirma que ni Euclides, ni Apol·loni, ni cap altre no havien sabut resoldre completament. Aquesta qüestió diu així:
"Si tenim tres, quatre o més rectes donades en posició, en primer lloc es demana un punt des del qual puguem tirar una línia recta a cada una de les línies, segons angles donats, de tal manera que es compleixi el següent. Si n'hi ha tres, cal que el rectangle format per dues d'elles estigui en la proporció donada amb el quadrat de la tercera; o bé, si n'hi ha quatre, amb el rectangle format per les altres dues; o bé, si n'hi ha cinc, que el paral·lelepípede format per tres d'elles estigui en la proporció donada amb el paral·lelepípede format per les altres dues i una línia donada; o bé, si n'hi ha sis, que el paral·lelepípede format per tres d'elles estigui en la proporció donada amb el paral·lelepípede format per les altres tres; o bé, si n'hi ha set, que el producte que s'obté quan se'n multipliquen quatre tingui la proporció donada amb el producte obtingut en multiplicar les tres restants amb una recta donada; o bé, si n'hi ha vuit, que el producte de la multiplicació de quatre estigui en la proporció donada amb el producte de les altres quatre. I així la qüestió es pot estendre a qualsevol altre nombre de línies. I, atès que hi ha una infinitat de punts diferents que poden satisfer el que aquí es demana, es vol saber també i dibuixar la línia damunt la qual s'han de trobar tots aquests punts."
Descartes remarca que els antics s'expressaven de manera obscura i poc intel·ligible, probablement degut a la falta de comprensió de les relacions entre l'aritmètica i la geometria.
L'únic que ens diu Pappos és que quan hi ha tres o quatre rectes la solució és una secció cònica, sense intentar descriure-la ni determinar-la. En canvi, quan hi ha un nombre més gran de rectes, només diu que els antics havien imaginat una línia damunt de la qual es troben tots els punts, i havien demostrat que era útil per a resoldre el problema. Descartes troba en aquest problema una oportunitat per veure si amb el seu mètode podia arribar més lluny del que havien arribat els antics.

### Resposta a la qüestió de Pappos
Descartes estableix que, si la qüestió es planteja per al cas de tres, quatre o cinc línies, sempre és possible trobar la solució mitjançant la geometria ordinària, llevat del cas de cinc rectes totes elles paral·leles. En aquest últim cas, així com en el cas de sis, set, vuit o nou línies, és possible trobar els punts buscats mitjançant la geometria dels sòlids, és a dir, usant alguna de les tres seccions còniques, llevat del cas de les nou rectes totes elles paral·leles. Aquest darrer cas, junt amb el cas de les deu, onze, dotze o tretze línies, és possible trobar els punts buscats mitjançant una corba d'un grau més elevat que les seccions còniques, llevat del cas de les tretze línies, totes elles paral·leles. Aquest cas, igual com el cas de les catorze, quinze, setze o disset línies, es pot resoldre utilitzant una corba d'un grau superior al de la del cas anterior, i així successivament.
D'altra banda, també estableix que, quan només hi ha tres o quatre rectes, els punts buscats no només es troben sobre una de les tres seccions còniques, sinó també sobre una circumferència o una recta. Quan n'hi ha cinc, sis, set o vuit, els seus punts es troben en una qualsevol de les línies que són un grau superior a les seccions còniques, i és impossible imaginar-se'n cap que no sigui útil per a resoldre el problema. En aquest cas, els punts també es poden trobar sobre una secció cònica, una circumferència o una línia recta. Quan n'hi ha nou, deu, onze o dotze, els punts es troben damunt d'una línia que només pot ser un grau superior a les precedents, però totes les que són un grau superior serveixen, i així successivament.
Un cop donada aquesta resposta, Descartes es disposa a demostrar la seva solució "amb poques paraules perquè estic cansat d'escriure tant"

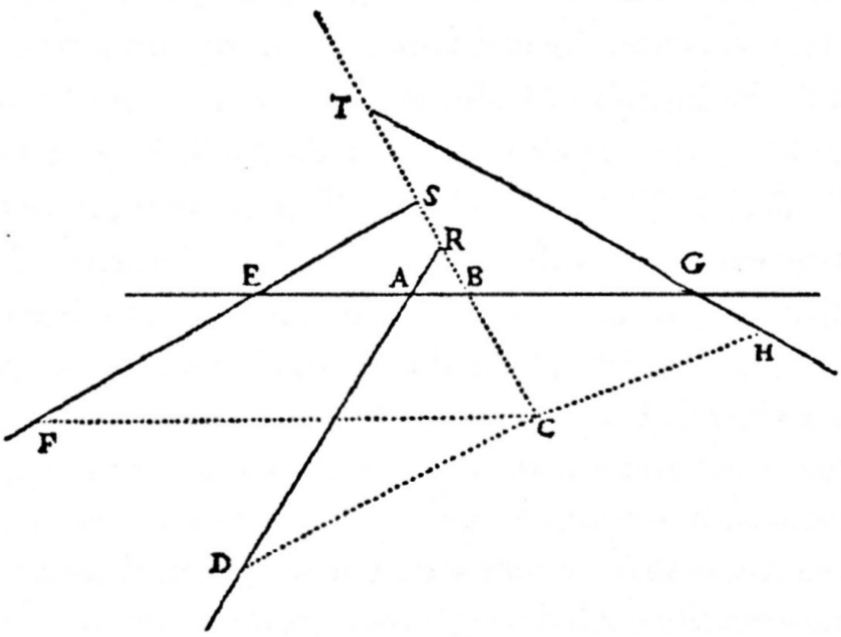
Problema de Pappos

Siguin AB, AD, EF, GH, etc. un cert nombre de línies rectes donades en posició (no en longitud), es demana determinar un punt C des del qual tirem rectes CB, CD, CF, CH, etc. que formin, amb les rectes donades els angles CBA, CDA, CFE, CHG, etc., també donats, tals que el producte d'una part d'elles sigui igual al producte que s'obté multiplicant les altres, o, alternativament, que els dos productes tinguin una raó donada, fet que no afegeix dificultat a la qüestió.
Seguint al peu de la lletra el seu mètode, suposa que el problema ja està resolt i considera una de les línies donades i una de les que cal determinar com a principals, per exemple, AB i CD; i intenta referir totes les altres a aquestes dues. A continuació fa una llista de les línies que ha canviat de nom.
{\displaystyle AB=x}
{\displaystyle BC=y}
Aleshores perllonga la resta de línies fins que tallin una d'aquestes dues o, si escau, la seva perllongació si no són paral·leles. Tal com s'observa a la figura, aquests perllongaments tallen als punts A, E, G i R, S, T. Com que tots els angles del triangle ABR estan donats, la relació entre els costats AB i BR també, i aquesta es fa igual a la raó existent entre z i b. Tenint en compte que {\displaystyle AB=x}, s'obté que
{\displaystyle RB={\dfrac {bx}{z}}} i {\displaystyle CR=y+{\dfrac {bx}{z}}},
on els signes venen determinats per la posició relativa entre els punts C, B i R.
Anàlogament, els tres angles del triangle DRC estan donats i, per tant, també la raó entre els costats CR i CD, que s'iguala a la raó entre z i c, d'on s'obté
{\displaystyle CD={\dfrac {cy}{z}}+{\dfrac {bcx}{zz}}}.
D'altra banda, com que les rectes AB, AD i EF estan donades en posició, la distància entre els punts A i E està ben determinada, i es pot suposar que és k. En aquest cas
{\displaystyle EB=k+x},
on, de nou, els signes depenen de les posicions relatives entre B, E i A. Com que els angles del triangle ESB estan donats, la raó entre BE i BS també ho està, i s'iguala a la raó entre z i d. Així doncs,
{\displaystyle BS={\dfrac {dk+dx}{z}}} i {\displaystyle CS={\dfrac {zy-dk-dx}{z}}},
tenint en compte que els signes poden variar en funció de la posició relativa entre els punts S, B i C.
Els angles del triangle FSC també estan donats, i s'iguala la relació entre els costats CS i CF amb la raó entre z i e, obtenint
{\displaystyle CF={\dfrac {ezy+dek+dex}{zz}}}.
De manera anàloga, AG és conegut, i fent {\displaystyle AG=l}, s'obté {\displaystyle BG=l-x}. Utilitzant la determinació del triangle BGT, s'iguala la raó entre BG i BT amb la raó entre z i f. Per tant,
{\displaystyle BT={\dfrac {fl-fx}{z}}} i {\displaystyle CT={\dfrac {zy+fl-fx}{z}}}.
Usant el triangle TCH, s'iguala la raó entre TC i TH a la raó entre z i g, obtenint
{\displaystyle CH={\dfrac {gzy+fgl-fgx}{zz}}}.
S'observa, doncs, que per a qualsevol nombre de línies rectes donades en posició, totes les línies que es poden tirar des d'un punt C, sota angles donats pel problema, es poden expressar utilitzant només tres termes, un dels quals consta d'una quantitat desconeguda y multiplicada o dividida per una quantitat coneguda, un altre consta d'una quantitat desconeguda x multiplicada o dividida per una altra quantitat coneguda, i el tercer és una altra quantitat coneguda. En el cas en què totes les rectes són paral·leles, el terme compost per x serà nul si són paral·leles a la recta AB, o el terme compost per y si són paral·leles a la recta CD.
Cal remarcar, que multiplicant diverses d'aquestes línies entre si, les quantitats x i y que intervenen en el producte tindran, com a màxim, tantes dimensions com línies s'hagin multiplicat.
Per determinar el punt C només resta una condició per satisfer, i és que el producte d'un cert nombre de línies sigui igual o proporcional (sense afegir més dificultat al problema) al producte de les altres. Mitjançant aquesta equació, és possible considerar una de les dues quantitats x o y i calcular l'altra. Evidentment, si no tenim més de cinc rectes, la quantitat x no tindrà mai més de dues dimensions, de manera que donant a y un valor determinat s'obté
{\displaystyle xx=\pm ax\pm bb}.
Per tant, la quantitat x pot ser determinada amb l'ús de la geometria ordinària. Donant una infinitat de valors a la quantitat y, s'obté una infinitat de valors de x, obtenint així una infinitat de punts diferents com l'indicat amb la lletra C, els quals descriuran la corba que s'estava buscant.
Quan el problema fa referència a sis o més rectes, on alguna d'aquestes sigui paral·lela a BA o a BC, es pot emprar aquest mateix mètode, ja que una de les quantitats x o y no arriba a tenir mai una dimensió superior a l'altra en l'equació i, per tant, es pot trobar el punt C amb regle i compàs.
No obstant, si totes les rectes són paral·leles, encara que no n'hi hagi més de cinc, els punts C no es podran determinar així, ja que o bé x o bé y no apareixeran a l'equació i, per tant, no tindrà sentit donar valors arbitraris a l'altra, sinó que s'haurà de determinar. Tenint en compte que aquesta altra tindrà dimensió tres, serà necessari calcular l'arrel d'una equació cúbica, cosa que en general no es pot fer sense emprar, com a mínim, una secció cònica.
Els casos de no més de nou rectes i no més de tretze es discuteixen amb més detall en el llibre segon.

## Llibre Segon: De la naturalesa de les línies corbes

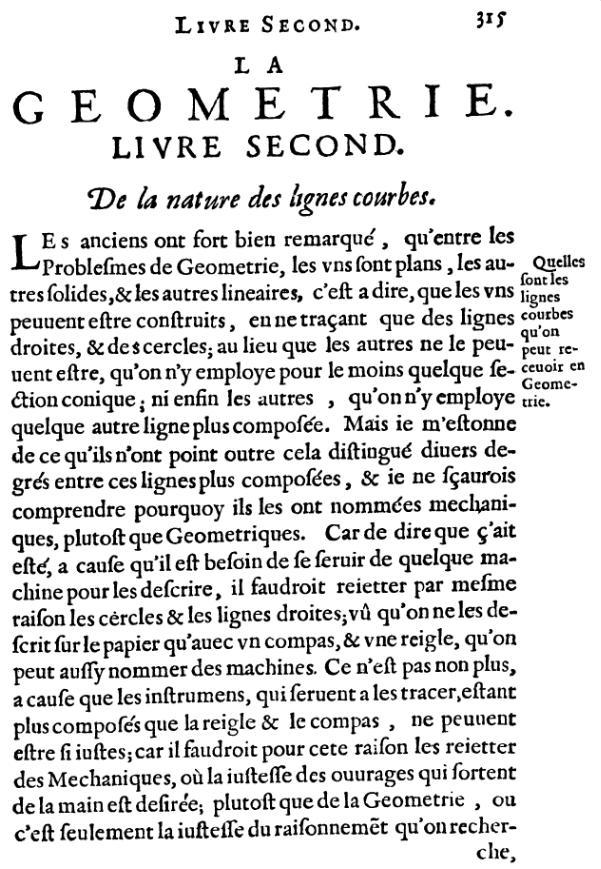
Portada del Llibre Segon de La Geometria

El Llibre segon, titulat De la naturalesa de les línies corbes és molt més complex i ric que el primer, però hi està íntimament lligat, ja que és precisament la problemàtica plantejada en el Llibre primer que permet entendre l'objectiu cartesià. Consta de quatre parts:
1. La naturalesa geomètrica de les línies corbes, vinculada als compassos cartesians i a la teoria de la proporció contínua.
2. El problema general de Pappos. Estudia com el nou mètode permet donar resposta al problema de les tres o quatre rectes i, fet això, aborda el problema de n rectes.
3. La determinació de les normals a una corba geomètrica donada. Aquí utilitza l'àlgebra per a trobar propietats geomètriques.
4. Els ovals. És la part més aïllada i diferenciada de la resta del segon llibre, on Descartes introdueix quatre famílies de corbes geomètriques de les quals les còniques són casos particulars. I molt important des del punt de vista de la filosofia cartesiana, en aquesta part lliga la geometria amb l'òptica.

### La naturalesa geomètrica de les línies corbes
En el Llibre primer, les corbes -els llocs geomètrics- no tenen un paper gaire important si no que l'autor se centra més en els punts. En aquesta segona part, en canvi, Descartes posa tota la seva atenció en aquest nou objecte matemàtic: la corba.
Comença analitzant la matemàtica grega: segons Pappos, només hi ha tres classes de problemes geomètrics: els plans, els sòlids i els lineals. Per a resoldre els primers només necessitem circumferències i línies rectes; pels segons, a més, necessiten còniques. Finalment, si hem de recórrer a una corba que no és del tipus de cap de les anteriors, serà un problema lineal.
Els matemàtics grecs van estudiar els tres problemes ara clàssics:
- La duplicació del cub. És a dir donat un segment AB, trobar-ne un altre MN tal que el cub de costat MN fos el doble -contingués dues vegades- el cub de costat AB.
- La trisecció del de l'angle. Dividir un angle en tres parts iguals.
- La quadratura del cercle. Donat un segment AB construir un segment MN tal que el quadrat de costat MN tingués la mateixa superfície que el cercle de radi AB.

La limitació platònica imposava als grecs que per resoldre qualsevol problema geomètric solament podien acceptar rectes i circumferències, però no ho van aconseguir. Per tant, per a ells no eren problemes plans. Per altra banda, van aconseguir resoldre els dos primers amb seccions còniques. I també van arribar a trobar altres corbes com la quadratiu, l'espiral d'Arquimedes, la cissoide, etc. que també els permetien resoldre'ls. Fins i tot van aconseguir alguns ginys mecànics com el mesolabi d'Eratòstenes o la neusis d'Arquimedes que també els ho permetien.
Segons Descartes,
en els estudis de geometria grega hi ha una situació de caos complet, ja que, segons ell, els grecs no van saber classificar els tipus de corbes. Això és el que ell pretén fer: establir la naturalesa de les corbes. De fet, va més lluny i es pregunta quines són les corbes que hom pot admetre quan fa geometria. Ara bé, com que fa geometria –no àlgebra, o geometria algèbrica– es veu obligat a donar, com els grecs, ginys mecànics de construccions d'aquestes corbes, que siguin tan precisos com ho són el regle i el compàs a l'hora de fer rectes o circumferències.
Per fer-ho introdueix el moviment dins la geometria. Sense moviment no podem construir cap corba. Descartes justifica aquesta introducció argumentant que el regle i el compàs “no són res més que màquines'', per tant podem acceptar altres màquines més abstractes, sempre que tinguin el mateix rigor en la construcció que aquests dos ginys. De fet, el regle i el compàs no surten als Elements d'Euclides perquè, segons Descartes, estan inclosos en els postulats 1 i 2 del text euclidià. Però vol mostrar que la geometria conté moltes altres corbes amb el mateix dret de ciutadania que la recta o la circumferència. Per a garantir-ne l'existència introdueix un nou postulat que “no li sembla pas més complicat que els altres'':
"I per tal de dibuixar les corbes que jo introduiré aquí, només cal acceptar que dues o més línies poden moure's, l'una per l'altra, de manera que els punts en què es tallin generin noves corbes."
En aquest postulat, Descartes introdueix una de les idees centrals del Llibre segon: la teoria de la proporció contínua. Els moviments són dependents -són generats- del moviment anterior. Això és el que permet distingir allò que és geomètric d'allò que és mecànic:
"Considerem geomètric tot allò que és precís i exacte i mecànic allò que no ho és, i si considerem la geometria com una ciència que, en general, permet de conèixer la mesura dels cossos, aleshores no hi ha cap motiu per excloure les línies més complexes que no valgui també per a les més simples, atès que aquestes també les podem imaginar com descrites per un moviment continu, o per diversos moviments successius de tal naturalesa que els darrers siguin determinats completament pels que els precedeixen, ja que, d'aquesta faisó, és possible tenir un coneixement exacte de llur mesura."
En aquest punt
introdueix els seus “compassos".

#### El primer compàs cartesià

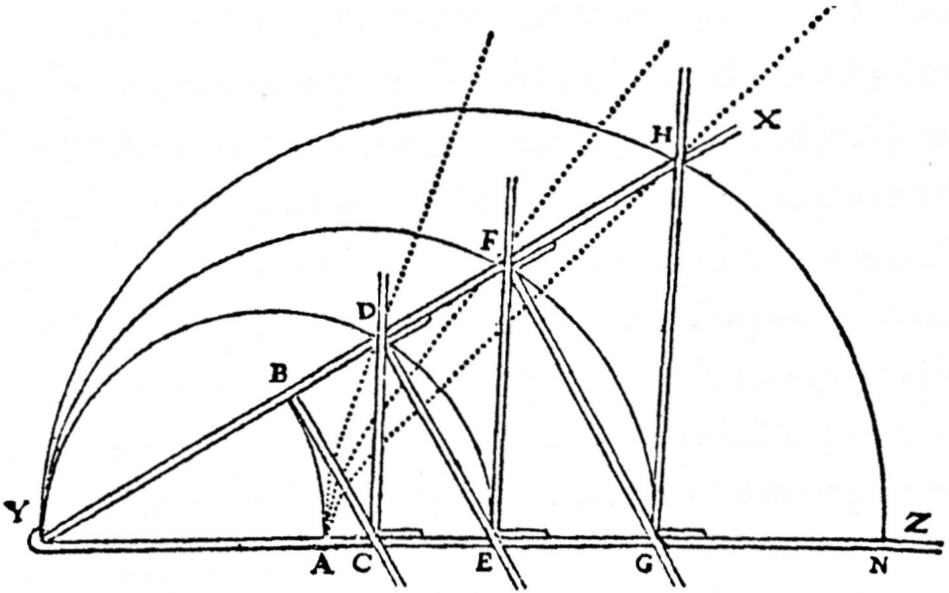
Primer compàs cartesià

És un aparell teòric com eren el compàs i el regle en la geometria grega. El més important no és construir-lo físicament, sinó conèixer el seu comportament exacte. El descriu així:
Considerem les línies AB, AD, AF, i semblants, que suposo que han estat descrites per l'instrument YZ. Aquest instrument es compon de diverses regles articulades de manera que YZ, que està situada damunt la línia recta AN, pot obrir-se, o tancar-se, i formar l'angle XYZ. Quan està completament tancat, cal que tots els punts B,C,D,F,G,H es trobin en A. A mesura que l'angle s'obre, el regle BC que està unit amb XY, formant angles rectes en el punt B, empeny cap a Z el regle CD, que es desplaça damunt de YZ, mantenint-se en angle recte. Aleshores CD, empeny DE, que també es desplaça damunt de la recta YX,però mantenint-se paral·lela a BC. La recta DE empeny EF, EF empeny FG, i aquesta empeny a GH. I així podem imaginar una infinitat de regles, cada un empenyent-ne un altre, la meitat dels quals formen els mateixos angles amb la recta YX i l'altra meitat, amb YZ. Aleshores, a mesura que l'angle XYZ s'obre, el punt B descriu la corba AB, que és una circumferència. Els altres punts, D,F,H que són les interseccions dels altres angles, descriuen altres corbes AD,AF,AH cada una de les quals és més complexa que no pas la primera, la qual és més complexa que la circumferència. I no veig cap raó que m'impedeixi de concebre la descripció de la primera on clarament i distinta com la de la circumferència, o com la de les seccions còniques. Ni tampoc cap per no concebre la segona, la tercera i les altres que es puguin descriure amb igual precisió que la primera. I per aquesta raó, no trobo cap motiu pel qual no puguin ser acceptades i utilitzades per igual en les especulacions geomètriques.
Podem observar que els moviments descrits són absolutament dependents i aquesta dependència és la que li permet escriure una proporció contínua en tota la corba. Si donem noms a les línies adients es pot obtenir una equació algèbrica que han de satisfer les coordenades -les seves mides relatives a rectes prefixades- de qualsevol punt que pertanyi a la corba. Per aquest compàs, tot i que Descartes no ho va fer, es poden obtenir les equacions molt fàcilment.
Per començar, anomenem alguns segments YA=YB=a,YC=x,CD=y,YD=z. Ara podem obtenir l'equació de la corba AD usant la teoria de la proporció contínua:
{\displaystyle {\dfrac {z}{x}}={\dfrac {x}{a}}\Rightarrow z={\dfrac {x^{2}}{a}}}
A més, pel teorema de Pitàgores, {\textstyle z^{2}=x^{2}+y^{2}}, d'on podem obtenir finalment que l'equació de AD és
{\displaystyle x^{4}=a^{2}(x^{2}+y^{2})}
Per tal d'obtenir la corba AF, anomenem els segments YA=YB=a,YE=x,EF=y,YF=z. Aleshores
{\displaystyle {\dfrac {z}{x}}={\dfrac {x}{YD}}\Rightarrow YD={\dfrac {x^{2}}{z}}}
Per altra banda,
{\displaystyle {\dfrac {x}{YD}}={\dfrac {YD}{YC}}\,\Rightarrow \,YC={\dfrac {x^{4}}{z^{2}}}\cdot {\dfrac {1}{x}}={\dfrac {x^{3}}{z^{2}}}}
Però {\displaystyle {\dfrac {YD}{YC}}={\dfrac {YC}{a}}}.
Com hem vist abans, {\displaystyle z^{2}=x^{2}+y^{2}}, cosa que ens permet trobar l'equació de la corba AF :
{\displaystyle z={\sqrt[{3}]{\dfrac {x^{8}}{a^{2}}}}\Rightarrow x^{8}=a^{2}(x^{2}+y^{2})^{3}}
I de la mateixa manera podem trobar que l'equació de la corba AH ;és
{\displaystyle x^{12}=a^{2}(x^{2}+y^{2})^{5}}
Així doncs, si prenem D corresponent a n=1, F a n=2, i així successivament, trobarem que per la iteració n-èsima l'equació corresponent és
{\displaystyle x^{4n}=a^{2}(x^{2}+y^{2})^{2n-1}}
Consisteix, doncs, en un càlcul de mitjanes proporcionals contínues, és a dir, l'hem resolt aplicant la teoria de la proporció contínua abans esmentada. Hi ha una dependència absoluta, segons Descartes, entre el moviment que genera una corba i el següent. Això és molt important per l'autor, ja que, si no fos així, generaria corbes, però aquestes no tindrien per què ser de les anomenades geomètriques.
Aquest compàs té una importància cabdal per dos motius. En primer lloc, permet construir corbes geomètriques que, a la vegada, creen noves corbes quan s'intersequen entre
elles, creant punts geomètrics -punts ben construïts-. D'aquesta manera el giny ens permet garantir l'existència de la corba que dibuixa. Però no es queda
aquí. També ens permet, gràcies al fet que els moviments són completament dependents, determinar unes proporcions amb les quals podrem escriure la corba en un nou llenguatge: l'àlgebra. Amb aquest nou llenguatge, que cada vegada pren més importància en aquesta obra, Descartes pot trobar propietats geomètriques de les corbes i també determinar els elements més característics com els diàmetres, eixos, el vèrtex, etc.
A més a més, aquest nou llenguatge també permet a Descartes de classificar les corbes segons els gèneres, que venen donats pel grau de l'equació que han de complir. Per
exemple, les corbes amb equació de segon grau -la paràbola, l'el·lipse, la circumferència, etc.- Descartes les anomena de primer gènere. A partir d'aquí, els gèneres van de dos en dos: les de segon gènere tenen graus tres i quatre, i així successivament. Per justificar aquesta classificació, Descartes recorre a una de les seves idees més revolucionàries:
"Podria presentar altres mètodes per tal de dibuixar i concebre línies corbes, cada cop més complexes fins a l'infinit. Però per tal de comprendre en conjunt totes les que es troben a la naturalesa i classificar-les en certs gèneres, no conec millor manera que afirmar que tots els punts de les que anomeno geomètriques -és a dir, de les que admeten una mesura precisa i exacta- han de tenir una certa relació amb tots els punts d'una línia recta, relació que s'ha d'expressar per mitjà d'una equació que és la mateixa per a tots els punts."
És clar, doncs, perquè Descartes vol distingir entre corbes geomètriques -segons ell, les úniques acceptables en geometria- i mecàniques, les quals rebutja, ja que no som capaços de trobar-ne una escriptura adequada. Les primeres, com diu, accepten una relació numèrica amb els punts d'una recta, una equació. Ara el que queda és trobar una expressió analítica per les altres corbes. Aquí Descartes obre una porta per on aniran entrant, amb el temps, la resta de línies corbes i els matemàtics es preocuparan de trobar la manera d'expressar-les. Descartes ha assentat, doncs, les bases del que acabarà sent una branca de les matemàtiques: la geometria algèbrica.

#### El segon compàs cartesià

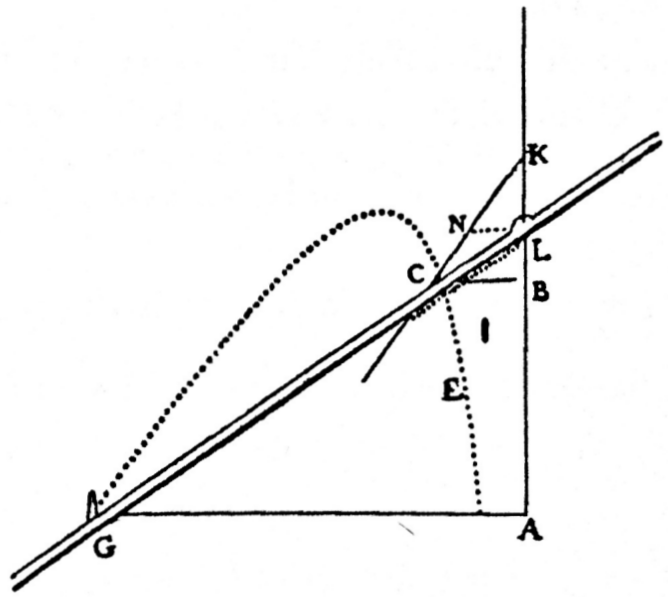
Segon compàs cartesià

Ara Descartes vol demostrar que, malgrat que hi ha corbes -mecàniques- amb les que no podem treballar, podem aconseguir una corba de qualsevol gènere que ens proposem. D'aquesta manera ens presenta el seu segon compàs:
"Suposem, doncs, que vull saber a quin gènere pertany la corba EC que imagino descrita per la intersecció del regle GL i per la figura rectilínia plana CNKL, el costat KN de la qual el podem perllongar indefinidamen en la direcció de C, i que es mou en el pla de sota la línia recta. Es fa doncs, de manera que el seu diàmetre KL coincideixi en tot moment amb un segment de la línia BA, perllongada per un costat per l'altre, obligant així al regle GL a girar a l'entorn del punt G, atès que el regle està unit a la figura CNKL de manera que, en tot moment, passa pel punt L. Ara elegeixo una línia recta, com ara la línia recta AB, per tal de referir als seus punts tots els de la línia corba EC i en aquella, considero un punt A per començar el càlcul a partir d'ell."
Per aquest compàs Descartes sí que calcula explícitament l'equació concreta de primer gènere:
"Ara, considero un punt arbitrari de la corba, com ara el punt C, al qual es troba aplicat l'instrument que descriu la corba. Aleshores a partir de C tiro la línia CB paral·lela a GA i, atès que CB i BA són dues quantitats indeterminades i desconegudes, anomeno a una d'elles y, i a l'altra x. Per tal de trobar la relació que les lliga, considero també les quantitats conegudes que determinen la descripció d'aquesta línia corba, com són GA, que anomeno a, KL, que anomeno b i NL, paral·lela a GA, que anomeno c. Aleshores afirmo: atès que NL és a KL, o c a b, com CB, que és a y, és a BK que, per tant, és igual a {\displaystyle {\dfrac {b}{c}}y}. En resulta que BL és igual a {\displaystyle x+{\dfrac {b}{c}}y-b}. A més, CB és a LB, o sigui y és a {\displaystyle {\dfrac {b}{c}}y-b}, com a, o GA, és a LA, o a {\displaystyle x+{\dfrac {b}{c}}y-b}. Multiplicant el segon i tercer termes, s'obté {\displaystyle {\dfrac {ab}{c}}y-ab}, que iguala a {\displaystyle xy+{\dfrac {b}{c}}yy-b}, que s'obté multiplicant els termes primer i quart. D'on resulta que l'equació que busquem és"
{\displaystyle yy=cy-{\dfrac {cx}{b}}y+ay-ac}
Anem a reescriure aquesta resolució, potser una mica confusa, en un llenguatge més planer. Amb els mateixos noms anteriors, tenim que per la teoria de la proporció contínua i el teorema de Tales podem obtenir la relació
{\displaystyle {\dfrac {NL}{LK}}={\dfrac {CB}{BK}}\Rightarrow {\dfrac {c}{a}}={\dfrac {y}{BK}}\Rightarrow BK={\dfrac {b}{c}}y}
Per altra banda tenim
{\displaystyle BL=BK-KL={\dfrac {b}{c}}y-b\Rightarrow AL=AB+BL=x+{\dfrac {b}{c}}y-b}
Recorrent altre cop a les proporcions, podem veure
{\displaystyle {\dfrac {CB}{LB}}={\dfrac {GA}{LA}}\Rightarrow {\dfrac {y}{{\dfrac {b}{c}}y-b}}={\dfrac {a}{x+{\dfrac {b}{c}}y-b}}}
Ara, multiplicant en creu i després a cada banda de la igualtat per {\displaystyle {\dfrac {c}{b}}} obtenim
{\displaystyle y\left(x+{\dfrac {b}{c}}y-b\right)=a\left({\dfrac {b}{c}}y-b\right)\Rightarrow yy=cy-{\dfrac {cx}{b}}y+ay-ac}
Descartes, a més, afirma que és una hipèrbola. Ara bé, en el càlcul que ha fet aquí Descartes ha elegit una recta AB i el punt A, de manera que ens podem preguntar fins a quin punt és general aquest càlcul. Descartes ho justifica així:
"Dic que elegeixo aquest i aquell perquè soc lliure d'agafar-los com vulgui, ja que, si bé moltes són les eleccions possibles que menen a l'equació més curta i simple possible, la corba pertany sempre al mateix gènere amb independència de l'elecció que s'hagi fet, com pot demostrar-se fàcilment."
Un cop aquí, proposa un mecanisme per aconseguir corbes cada vegada més complexes. La idea és senzilla:
"Si, a l'instrument utilitzat per descriure la corba,substituïm la línia recta CNK de la figura CNKL per la hipèrbola que acabem d'obtenir o bé per qualsevol altra corba de primer gènere, la intersecció d'aquesta corba amb el regle GL, en lloc de descriure una hipèrbola EC, descriurà una altra corba que serà de segon gènere."
Fins aquí ha introduït la independència de l'elecció dels eixos de coordenades i de l'origen per descriure la corba, i alhora també el concepte de simplicitat de la corba. Una corba molt difícil de construir geomètricament pot tenir una equació ben senzilla, i molt més útil per tant quan s'han de resoldre problemes. Finalment, dona una definició molt més precisa de corba geomètrica:
"I qualsevol que sigui la forma com imaginem la descripció d'una línia corba, si és de les que anomeno geomètriques, sempre serà possible trobar una equació que determini tots els seus punts d'aquesta manera."

### El problema general de Pappos
Amb les eines ja introduïdes es poden classificar les solucions o llocs geomètrics que s'obtenen del problema de Pappos per tres o quatre rectes, cinc o sis, set o vuit… Així, com que per cada problema amb {\displaystyle n} rectes (on {\displaystyle n=2k-1} o {\displaystyle n=2k}) podem obtenir una equació polinòmica de grau {\displaystyle k}, podem establir una correspondència entre el problema general de Pappos i les corbes geomètriques:
- un problema amb com a màxim quatre rectes porta a una corba de primer gènere
- un problema amb com a màxim vuit rectes porta a una corba de segon gènere
- un problema amb com a màxim dotze rectes porta a una corba de tercer gènere
- etc.[3]

o en paraules de Descartes:
"I, atès que la posició de les rectes pot variar de totes les maneres possibles i, en conseqüència, variaran de totes les maneres possibles les quantitats donades i els signes {\displaystyle +} i {\displaystyle -} de l'equació, és clar que no hi cap corba de primer gènere que no sigui útil quan el problema [de Pappos] consta de quatre rectes; ni cap de segon quan es proposa per a les vuit, ni cap de tercer quan es proposa per a les dotze, i així successivament. De manera que no hi ha cap línia corba susceptible de càlcul i, per tant, geomètrica, que no sigui útil per a algun nombre de línies."
Descartes afirma, doncs, que per a tota corba geomètrica de grau arbitrari podem trobar un problema de Pappos del qual en sigui solució. Tot i l'evident falsedat d'aquesta afirmació, permet a Descartes justificar i classificar les corbes geomètriques.

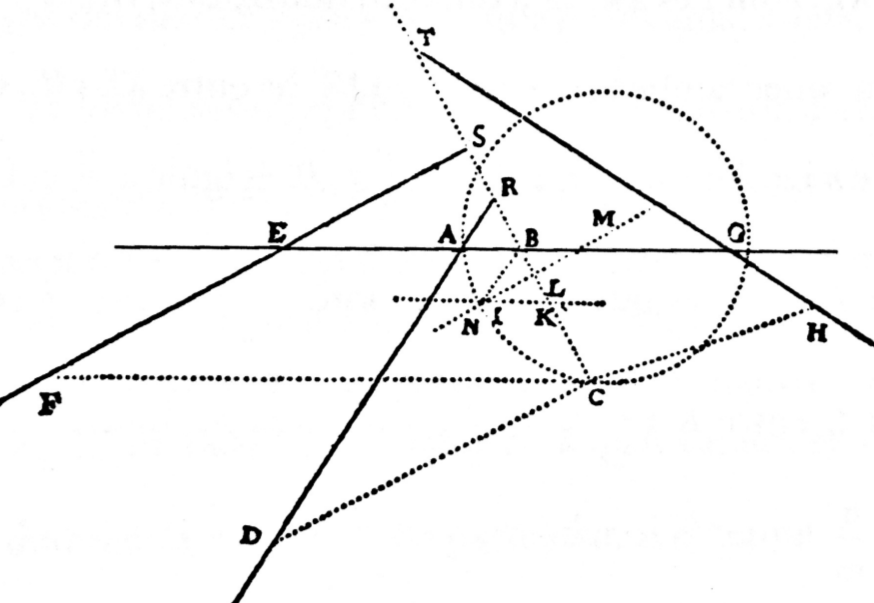
Problema de Pappos de les tres o les quatre rectes

Després d'un estudi general del problema, Descartes se centra en el problema de les tres o les quatre rectes i en fa un estudi profund i complet (tal com predica amb la quarta regla del mètode). Obté l'expressió algebraica següent:
{\displaystyle y=m-{\frac {n}{z}}x+{\sqrt {m^{2}+ox-{\frac {p}{m}}x^{2}}}}
on {\displaystyle y=BC} i {\displaystyle x=AB} (de fet, Descartes posa erròniament el signe {\displaystyle -} de dins de l'arrel, quan hauria de ser un {\displaystyle +}). Així, donada la distància {\displaystyle x}, aquesta expressió permet construir el lloc punt a punt, sempre amb regle i compàs, fins a arribar a {\displaystyle y}. A més, es tracta d'una corba de primer gènere (ja que els graus de l'expressió no superen el quadrat) i els coeficients per cada cas particular indiquen de quina mena de cònica es tracta.

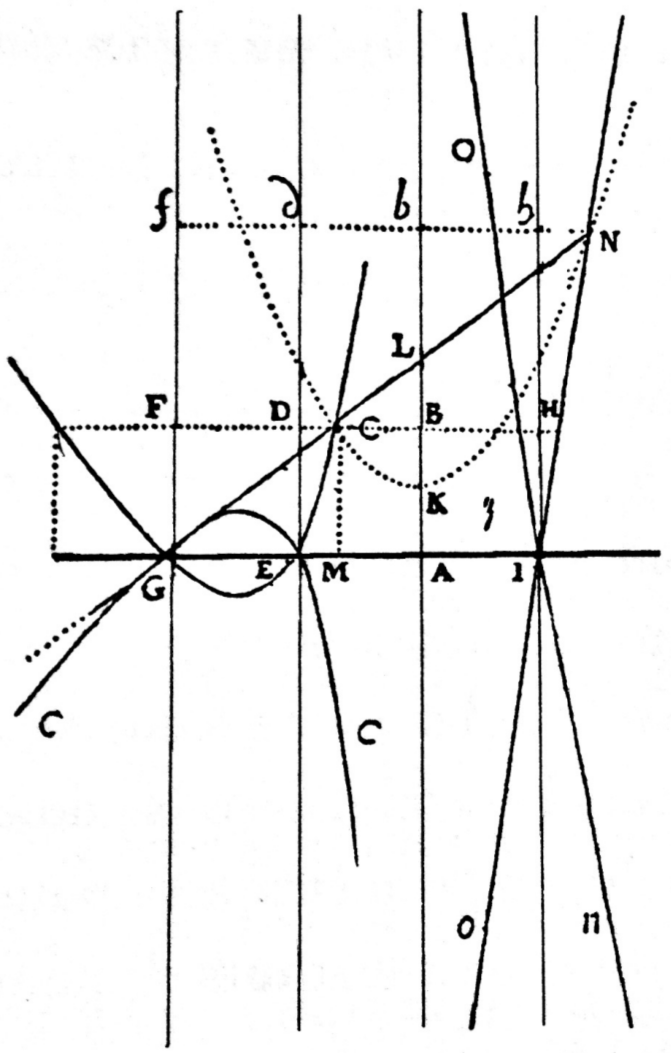
Problema de Pappos amb quatre rectes paral·leles equidistants i una perpendicular

Així doncs, amb el mètode cartesià aplicat a la geometria Descartes resol el problema clàssic completament. Ara, Descartes pot definir geomètricament les corbes de dues maneres: amb els compassos, que generen moviments compostes dependents, i la generació de la corba punt a punt per mitjà d'expressions analítiques.
Seguidament, Descartes analitza el problema de les cinc rectes, tot i que només en un cas particular: quatres rectes paral·leles equidistants entre si la cinquena perpendicular a totes elles. Definint {\displaystyle CB=y} i {\displaystyle CM=x}, i procedint pas a pas, obté l'equacióde la corba que permet trobar el punt {\displaystyle C} buscat:
{\displaystyle y^{3}-2ayy-aay+2a=axy}
Amb tot això, Descartes ja considera acabada la segona part del Llibre segon: el seu mètode permet afrontar el problema clàssic de Pappos, estudiant-lo i classificant-lo. La síntesi algebraica permet plantejar qualsevol problema de {\displaystyle n} rectes i, en els casos senzills com el de les cinc rectes, és fàcil de construir geomètricament.

### La determinació de les normals
En tota la seva obra, Descartes procura preservar la importància de la corba en si respecte a l'equació de la corba, però sovint el potencial del càlcul passa per davant de la geometria. Així mateix, en vista dels èxits assolits, reconeix:
"Quan coneixem la raó existent entre els punts d'una línia corba i els d'una recta en la forma que acabo d'exposar, és fàcil de trobar també la raó que hi ha amb tots els altres punts i rectes donades; i així, serà fàcil trobar els diàmetres, eixos, centres i altres línies, o punts, amb els quals la corba tingui una relació més particular o més simple, que amb els altres. I així imaginar diverses maneres de descriure-les i de trobar-ne les més fàcils. Podrem també, amb aquest mètode, trobar gairebé tot allò que pot ser determinat respecte a les àrees, sense que facin falta més explicacions de la meva banda."
Tot seguit Descartes es planteja un dels problemes de més interès de l'època, degut a la consideració del moviment i de les trajectòries: com determinar les tangents a una corba en un dels seus punts. Així, comença amb el càlcul de l'angle que formen dues corbes que es tallen en un punt:
"I finalment, totes aquelles propietats que podem atribuir a les línies corbes, i que solament depenen dels angles que formen amb altres línies. Però, quan es puguin fer línies rectes que les tallin segons angles rectes en els punts en què es tallen amb les que formen amb elles els angles que volem determinar o bé, la qual cosa em sembla que és la mateixa, on tallen les seves contingents, la mesura d'aquests angles no és pas més difícil de calcular que si els angles estiguessin formats per dues línies rectes. És per aquesta raó que crec que hauré donat tot allò que cal per establir els elements de les línies corbes, tan bon punt hagi donat la manera general de tirar línies rectes que formin angles rectes en els punts [de les corbes] que s'elegeixin. Goso afirmar que aquest és el problema més útil i general, no només d'entre els que conec, sinó fins i tot d'entre els que mai havia desitjat conèixer dins la geometria."

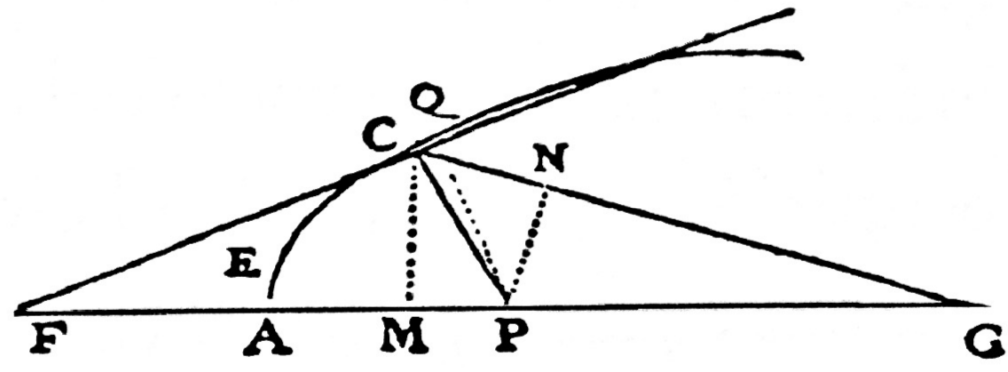
Determinació de les normals a una corba

Amb aquestes paraules, en les quals Descartes exemplifica l'èxit del mètode cartesià aplicat amb rigor a la geometria, es troba amb el problema de la determinació de les normals a una corba en els seus punts. Com se'l planteja?
Suposem que volem conèixer la normal a una corba donada CE en el punt CE, i considerem AG l'eix de la corba. Així, només cal determinar el punt P sobre l'eix AG de manera que PC sigui precisament la normal. Suposant que el problema està resolt (d'acord amb la seva idea del mètode), prenem la circumferència amb centre P i de radi el segment PC. En general, la corba CE i la circumferència es tallaran en dos o més punts. Només quan les dues corbes "es toquin", i.e, siguin tangents, PC serà la normal.

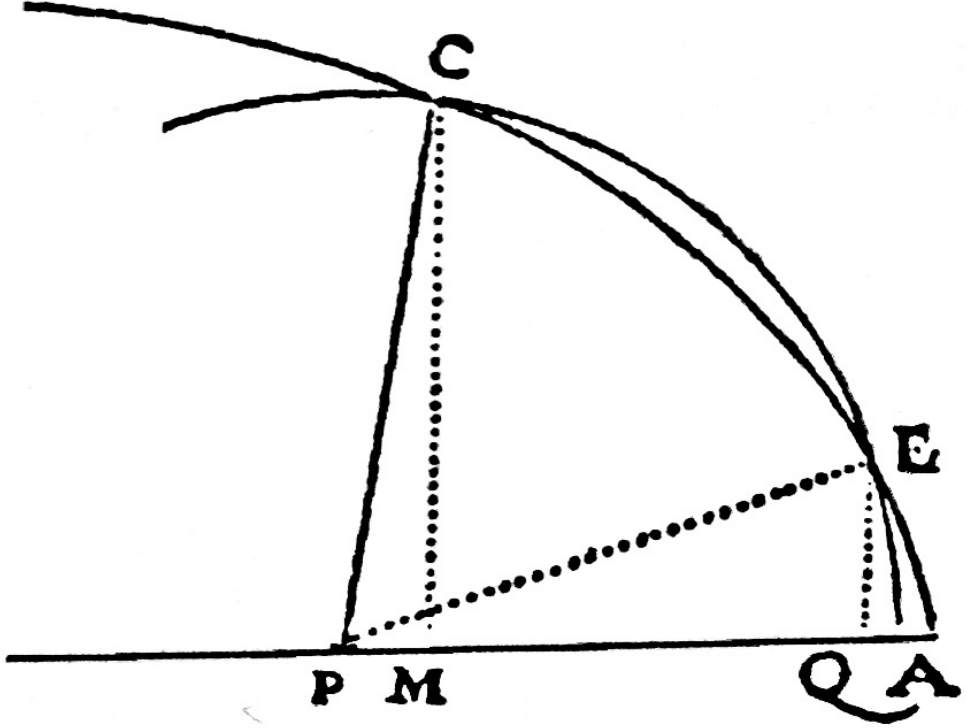
Construcció de la circumferència tangent a la corba

Per solucionar aquesta qüestió, Descartes iguala les dues equacions polinòmiques de les corbes:
{\displaystyle s^{2}=x^{2}+(v-y)^{2}}
i soluciona el sistema. Per fer-ho, utilitza una tècnica algebraica inventada per ell mateix i per Pierre de Fermat: el mètode dels coeficients indeterminats.
Amb aquesta metodologia introduïda per Descartes tot just s'inicia el camí de les corbes algebraiques, que posteriorment seguiran grans matemàtics com Christiaan Huygens, Isaac Newton, Gottfried Wilhelm Leibniz o Johann Bernoulli: els problemes geomètrics es poden tractar algebraicament, arribant així a resoldre qüestions difícils fins al moment, introduint nous conceptes com centre de gir, curvatura,.

### Els ovals
En aquesta darrera part del Llibre segon Descartes lliga els plantejaments geomètrics fets fins ara amb l'òptica, la ciència de la llum i les lents. Problemes com el de construcció de lents convergents permeten a Descartes justificar la seva idea d'una ciència única i universal, amb diferents vessants, però també demostrar la utilitat dels raonaments geomètrics exposats prèviament. En paraules seves:

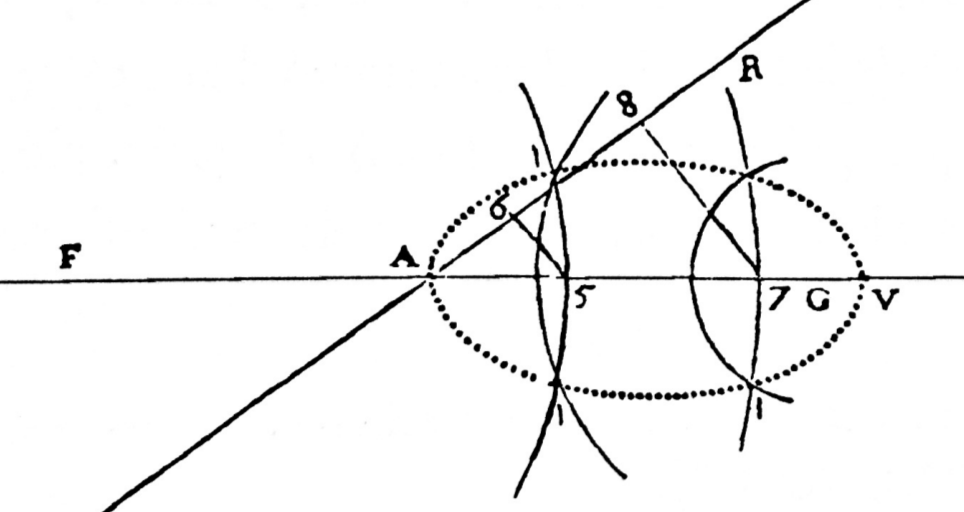
Oval de la primera classe

"Finalment, per tal que sapigueu que la consideració de les línies corbes que proposem en aquest text no és pas quelcom desproveït d'utilitat, i que a més algunes d'elles tenen propietats diverses que no tenen res a envejar a les de les seccions còniques, desitjo afegir l'explicació de certs ovals que són molt útils per a la teoria de la Catòptrica, i de la Diòptrica. Vegeu com les descric."
En època de Descartes, l'Òptica es divideix en tres branques: l'òptica en si, sobre la propagació en línia recta de la llum; la catòptrica, sobre la reflexió en els miralls; i la diòptrica, sobre la refracció. Valgui com a exemple la descripció del procés constructiu de les quatre classes d'ovals que fa Descartes. Observem l'absència del procediment algebraic, així com una certa ambigüitat en les etapes del procés:

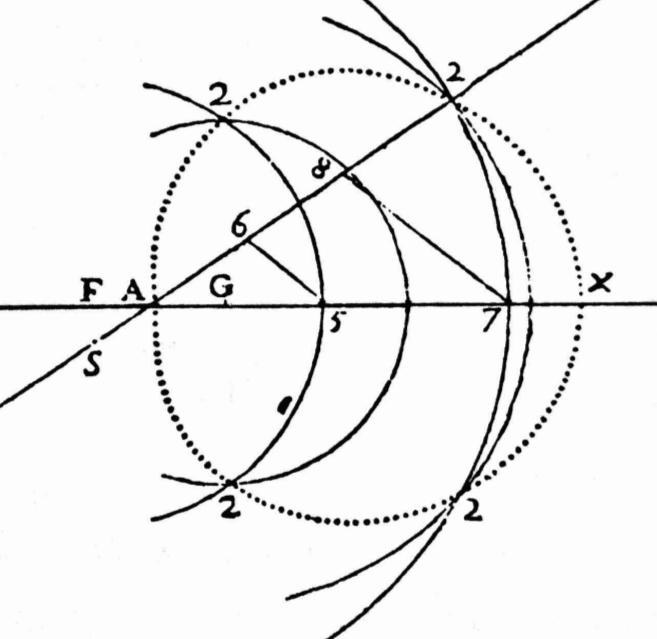
Oval de la segona classe

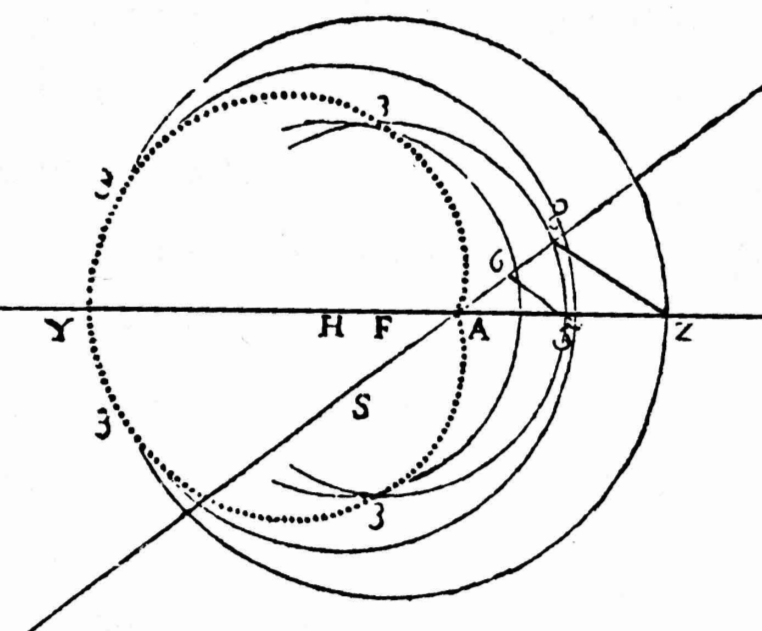
Oval de la tercera classe

"Ovals de la primera classe: En primer lloc, tiro les línies rectes FA, i AR, que s'intersequen en el punt A sense que importi l'angle. Damunt d'una d'elles, prenc el punt F a discreció, és a dir, més o menys allunyat del punt A, segons que vulgui fer ovals més o menys grans. Amb aquest punt F com a centre, faig una circumferència que passi un xic enllà del punt A, com per exemple pel punt 5. Després, des d'aquest punt 5, tiro la línia recta 56 que talla l'altra recta en el punt 6, de manera que A6 sigui més petit que no pas A5, segons la proporció donada que es desitja, a saber, la raó que mesura les refraccions si volem servir-nos-en la Diòptrica. Fet això. damunt la recta FA prenc a discreció, i del costat on es troba el punt 5, el punt G, és a dir, de manera que les línies AF i GA tinguin entre si la proporció donada que volem. Seguidament, faig RA igual a GA damunt la línia A6, i amb centre G, descric una circumferència de radi igual a R6. Aquesta circumferència tallarà l'altra circumferència a un costat i a l'altre, en el punt 1, que és un dels punts pels quals ha de passar el primer dels ovals buscats. A continuació, amb centre en punt F, faig una circumferència que passi més cap aquí i més cap allà del punt 5, com ara el punt 7. Seguidament tiro la recta 78 paral·lela a 56. Amb el punt G com a centre faig una circumferència de radi igual a la línia R8. Aquesta circumferència tallarà la que passa pel punt 7 en el punt 1, que també és un dels punts d'aquest mateix oval. D'aquesta manera en podem trobar tants com vulguem, fent altres rectes paral·leles a 78, i altres circumferències amb el centre en F, i en G."
"Ovals de la segona classe: Pel que fa al segon oval l'única diferència rau en el fet que, en lloc d'agafar AR, cal prendre AS igual a AG, però a l'altra banda del punt A, i cal que el radi de la circumferència de centre G, que talla la de centre F que passa pel punt 5, sigui igual a la línia recta S6, o bé que sigui igual a S8, si ha de tallar la que passa pel 7, i així amb les altres. Aquestes circumferències es tallen en els punts marcats 2, 2, que són els punts del segon oval A2X."
"Ovals de la tercera classe: Per a la tercera i quarta [classe d'ovals], en lloc de la línia AG, cal prendre AH a l'altra banda del punt A, és a dir, a la mateixa banda que el punt F. En la descripció de tots aquests ovals, cal observar, a més, que aquesta línia AH sigui més gran que no pas AF, que fins i tot pot ser nul·la, de manera que el punt F es trobi allà on es troba el punt A. Segons això, sent les línies AR i AS iguals a AH, per descriure el tercer oval, A3Y, faig una circumferència de centre H, i radi igual a S6, que talli la del centre F que passa pel punt 5 en el punt 3, i una altra de radi igual a S8, que talli la que passa pel punt 7, en el punt que hem marcat també amb el 3, i així les altres."
"Ovals de la quarta classe: Finalment, per al darrer oval, faig circumferències de centre H i radis iguals a les línies R6,R8, i semblants, que tallin les altres circumferències en el punts que hem marcat amb el 4."

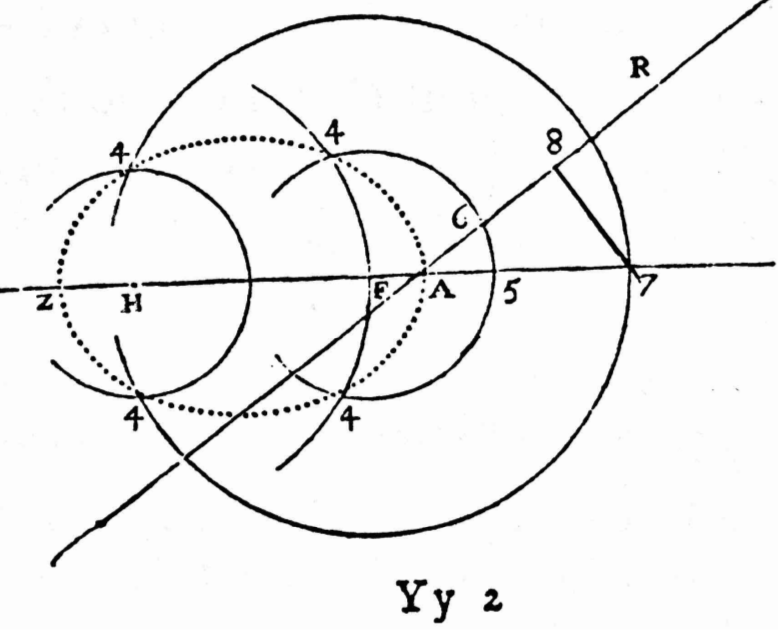
Oval de la quarta classe

## Llibre tercer: De la construcció dels problemes sòlids, o més que sòlids

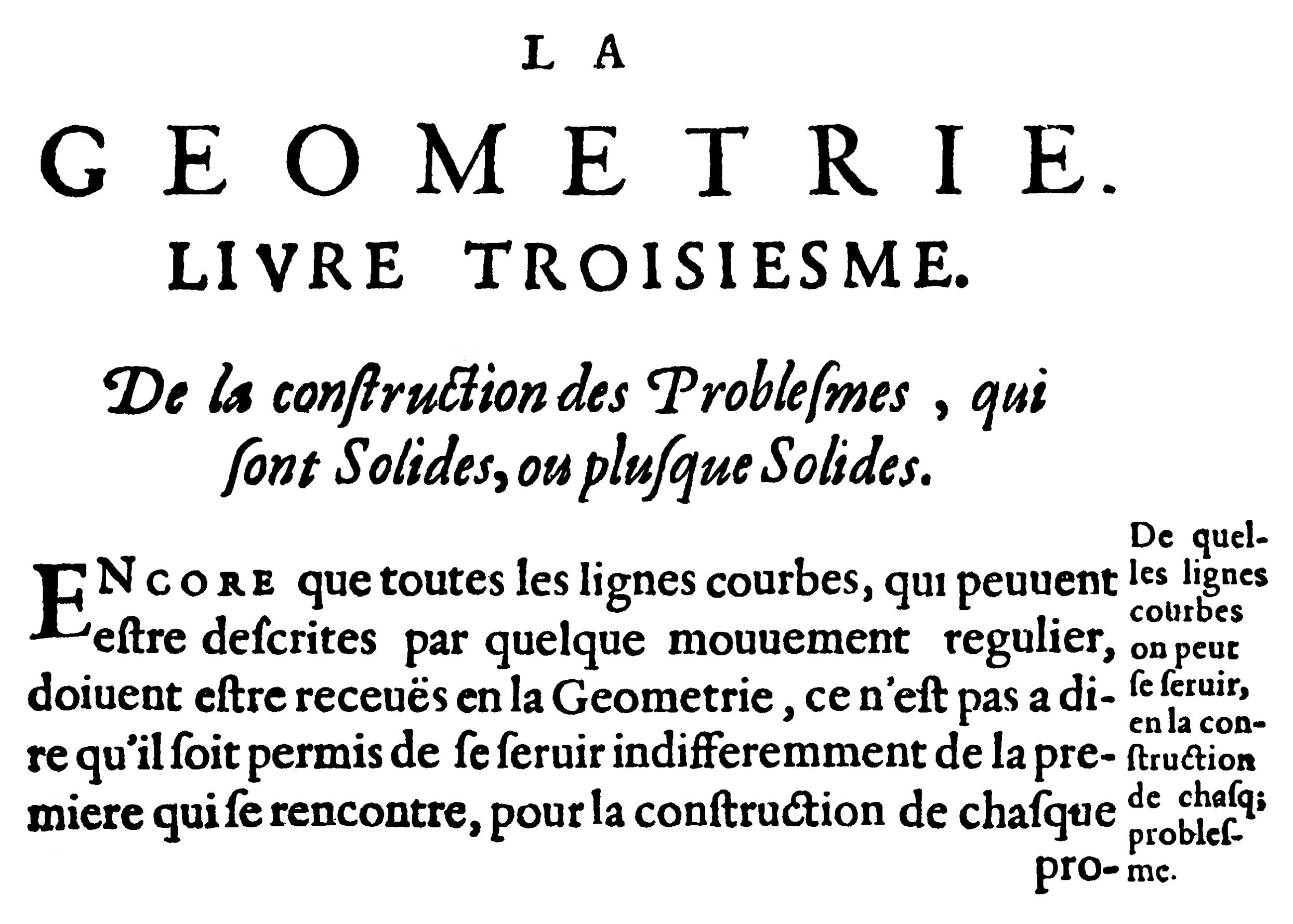
Portada del Llibre Tercer de La Geometria

Amb el llibre tercer titulat De la construcció de problemes sòlids o més que sòlids Descartes clou l'obra La Géométrie. Aquest està ple de resultats que ja havien estat establerts prèviament, però connecta perfectament amb el llibre primer esclarint moltes coses que havien quedat poc explicades allà. De fet, va molt més enllà, ja que intenta oferir un mètode de resolució de qualsevol equació polinòmica.
S'ha d'entendre que, si bé la resolució d'una equació polinòmica de grau més gran o igual que 5 no és possible mitjançant radicals, és a dir amb regle i compàs, Descartes ho fa de manera geomètrica i tallant còniques, resolent així un cert tipus de quíntiques i sèxtiques, i diu com generalitzar-ho. A continuació descrivim els tres grans blocs que constitueixen el llibre.

### La simplicitat
Per a Descartes, no totes les maneres de resoldre els problemes seran acceptables: cal buscar la simplicitat. Això ho fa palès en la introducció del capítol on explica com treballarà:
Si bé totes les línies corbes es poden descriure per mitjà d'un moviment regular s'han d'admetre en geometria, això no vol pas dir que puguem usar indiferentment la primera que trobem, a l'hora de construir cada problema. Cal tenir molt de compte d'elegir sempre la [corba] més simple amb què és possible resoldre'l. Cal indicar que, com a més simple, no s'han d'entendre solament aquelles que poden ser descrites de la forma més fàcil, ni tampoc aquelles que fan la construcció o la demostració del problema proposat més fàcil, sinó principalment les que són de gènere més simple possible entre totes les que poden servir per a determinar la quantitat que busquem.
Fem notar aquí que per a Descartes la geometria és fonamental: els problemes es construeixen en lloc de resoldre's, ja que si no podríem pensar en resolucions algèbriques, de manera que Descartes utilitza la nomenclatura construir per tal d'evitar la confusió. Tot i això, Descartes necessitarà l'àlgebra per tal de resoldre la major part de problemes, motiu pel qual se li dona un pes més important en aquesta part de l'obra.
Tot seguit posa un exemple per tal de transmetre què entén per simplicitat en un cas particular. En aquest parla del primer compàs cartesià i afirma que és la manera més natural i simple per a obtenir dues o més mitjanes proporcionals. Cal notar però, que per al cas de dues mitjanes proporcionals, n'hi ha prou amb una cònica que és de primer gènere.
Així doncs, es fa evident que necessitem entendre bé l'àlgebra per tal d'evitar sobrecomplicar la resolució d'un problema geomètric, així com intentar buscar solucions massa simples que no podran resoldre el problema. Per tant, ens cal doncs reflectir la dificultat geomètrica en la complexitat algebraica. Així doncs, arribem a la següent part important.

### Àlgebra de polinomis
Voldrem saber manipular polinomis per tal de facilitar la resolució d'equacions polinomials. Tot i això, cal ser conscients que després hem de veure'n la interpretació geomètrica per a construir el problema.
Descartes comença per dir que tota equació polinòmica del tipus {\displaystyle P(x)=0} té, com a molt, tantes rels reals com el grau del polinomi. Aquestes es classifiquen per Descartes com vertaderes (és a dir positives) i falses (negatives). Ho escriu així pel problema que li plantejaven les rels negatives i les rels complexes. Tot i semblar que no té en compte les rels múltiples, tenim constància que les coneixia i les havia tingudes en compte, però ho explica millor més endavant. També dona un parell d'exemples que fonamenten aquest teorema, però no la demostració.
A continuació enuncia com a evident el teorema de Ruffini del factor, és a dir: tot polinomi {\displaystyle P(X)} té una rel {\displaystyle \alpha } si i només si {\displaystyle X-\alpha } divideix {\displaystyle P(X)}. Això li permetrà de reduir el grau del polinomi les arrels del qual vulgui estudiar si sap trobar fàcilment alguna arrel, cosa que veurem com indica fer més endavant. Així mateix afegeix un exemple esclaridor d'aquest teorema.
Després enuncia la que ara es coneix amb el nom de regla dels signes de Descartes, però que era coneguda ja per Thomas Harriot en un llibre seu publicat el 1631. Aquesta regla ens diu que si volem conèixer les rels positives de {\displaystyle P(x)=0}, n'hi poden haver tantes com canvis de signe {\displaystyle +} i {\displaystyle -} i tantes de falses com vegades trobem dos signes {\displaystyle +} o dos signes {\displaystyle -} junts. Gauss va descobrir el 1828 que el nombre d'arrels positives i el nombre d'arrels negatives tenen la mateixa paritat a l'estudiar el canvi de signe {\displaystyle P(X)} a {\displaystyle P(-X)}. Descartes proporciona nous exemples que verifiquen aquesta regla.
Se segueix un estudi de les transformacions algèbriques, on Descartes presenta les translacions i les homotècies, que novament no són originals seves: Viète per exemple ja les havia considerades. Gràcies a aquestes, podrà simplificar de certa manera les equacions: es pot anul·lar el terme de grau {\displaystyle n-1}, posant l'equació en forma reduïda i li permet quan pot racionalitzar, ja que Descartes sempre agafa polinomis mònics. En els exemples que posa d'això és hàbil i tot funciona perfectament, però adverteix que no sempre té perquè ser així.
El mètode d'eliminació del coeficient de grau {\displaystyle n-1} consisteix simplement en la translació {\displaystyle X\longmapsto X-\beta }, per un {\displaystyle \beta } convenient, ja que si ens hi fixem:
{\displaystyle P(X):=X^{n}+a_{n-1}X^{n-1}+\dots +a_{0}}
{\displaystyle P(X-\beta )=(X-\beta )^{n}+a_{n-1}(X-\beta )^{n-1}+\dots +a_{0}}
de manera que simplement es tracta de fer que {\displaystyle (-\beta )^{n-1}+a_{n-1}=0} i trobar un valor per a {\displaystyle \beta }.
Descartes planteja aquest fet amb casos particulars com a exemples d'una prova senzilla d'aquest fet es pot veure a DOBBS-HANKS [1980], 141-142.D'on es pot deduir fàcilment la llei general, però a vegades també pren polinomis de tercer o quart grau amb coeficients arbitraris amb molta generalitat, cosa que sabia per Viète.
A continuació descriu un mètode per a fer totes les rels positives (o vertaderes segons ell), però hi ha diversos contraexemples fàcils pels quals sembla fallar. Podria ser que Descartes hagués considerant alguna restricció més i que no és exposada en el text. Es podria pensar que ell volia garantir que amb aquesta transformació faria que totes les rels fossin reals, però ell mateix sabia que cap transformació de les que considerava podia convertir les arrels imaginàries en reals. Més tard, Rabuel en el seu llibre tractarà de dilucidar quan és possible aplicar el que vol fer Descartes.
Una de les coses més importants que introdueix, precisament, és la consideració de rels imaginàries. Tanmateix, al tractar-se d'una obra geomètrica, li resulta inconcebible interpretar geomètricament aquesta mena de rels. Amb les seves paraules:
Cal observar, finalment, que ni les rels vertaderes, ni les falses, han de ser necessàriament reals. A vegades són imaginàries. és a dir, en cada equació podem imaginar tot el que acabem de dir. Però pot passar que no hi hagi cap quantitat que correspongui a les rels que hom imagina. Així, per exemple, encara que podem imaginar tres rels en l'equació
{\displaystyle x^{3}-6xx+13x-10=0}
només una és real, que és la rel 2. Les altres dues, per molt que s'augmentin, per molt que es disminueixin, o per molt que es multipliquin de la forma que acabo d'explicar, no aconseguirem mai que deixin de ser imaginàries.
Així doncs, Descartes està considerant el teorema fonamental de l'àlgebra, tot i que certament sense demostració. Després d'haver fet això, estableix el criteri següent: si tenim
{\displaystyle X^{n}+a_{n}X^{n-1}+\dots +a_{0}}
amb {\displaystyle a_{i}\in \mathbb {Z} }, {\displaystyle i=0,\dots n-1} aleshores, un enter {\displaystyle a} només pot ser solució de l'equació anterior si {\displaystyle a} divideix {\displaystyle a_{0}}. Tot i això, aquesta condició no és suficient, com podem observar senzillament mirant el polinomi {\displaystyle X^{2}+1}. Un cop comprovats els divisors de {\displaystyle a_{0}}, si n'hem trobat algun, aconseguim rebaixar el grau de l'equació i n'obtenim una de nova. Ara doncs, es tracta d'anar repetint aquest procés tantes vegades com es pugui.
L'existència de rels enteres permet caracteritzar el problema de l'equació polinòmica com un problema pla.
En el cas de la cúbica, tenir una rel entera equival a un problema pla perquè obtindríem una equació de segon grau després de fer la divisió. Aleshores, utilitzant el regle i compàs segons el llibre primer, podem obtenir les solucions vertaderes en cas que existeixin. Ara bé, si no podem disminuir el grau de la cúbica, podem afirmar que el problema geomètric inicial és sòlid, i per tant, no es podrà resoldre amb rectes i circumferències. Tot i així, com van provar Scipione del Ferro i Niccolò Fontana, les equacions cúbiques són resolubles per radicals.
Malgrat això, en l'algoritme desenvolupat per Tartaglia-Cardano de resolució de cúbiques que se sabia que tenien solució real, es requeria l'ús dels nombres complexos. Descartes, però, aconsegueix establir que només hi ha dues maneres de resoldre les cúbiques: o bé doblant cubs, o bé trisecant angles. I de fet, tot problema cúbic equival a un d'aquests dos problemes geomètrics concrets, la qual cosa dona un bon argument per defensar la posició de Descartes de traducció a problemes geomètrics.
Pel que fa a la quàrtica, Descartes es basa en el fet que tota quàrtica reduïda de la forma {\displaystyle x^{4}+px^{2}+qx+r=0} es pot descompondre en el producte de dues equacions quadràtiques del tipus
{\displaystyle x^{2}+yx+u}
i
{\displaystyle x^{2}-yx+v}
, on {\displaystyle y,u,v\in \mathbb {R} }. Si imposem que el polinomi descompongui d'aquesta manera, aleshores obtenim la sèxtica quadràtica en {\displaystyle y} següent:
{\displaystyle y^{6}+2py^{4}+y^{2}(p^{2}-4r)-q^{2}=0}
Aquest mètode de coeficients indeterminats també el va fer servir Fermat. Notem que amb el canvi {\displaystyle \gamma =y^{2}}, podem trobar si existeix alguna arrel positiva (o vertadera per Descartes) resolent ara una equació cúbica. Aquesta és la que anomenem resolvent de Descartes de la quàrtica. Així, aconseguim reduir un grau l'equació, i anem a parar a una cúbica que ja Descartes havia establert prèviament com resoldre i després recuperem els altres coeficients, ja que {\displaystyle b+c=p+y^{2}} i {\displaystyle b-c={\frac {q}{y}}}, que per tant ens menen a
{\displaystyle b={\frac {p}{2}}+{\frac {y^{2}}{2}}+{\frac {q}{2y}}\qquad c={\frac {p}{2}}+{\frac {y^{2}}{2}}-{\frac {q}{2y}}}
Aquesta resolvent no és la mateixa que la de Ferrari, ni que la de Viète, que era semblant a la de l'anterior.

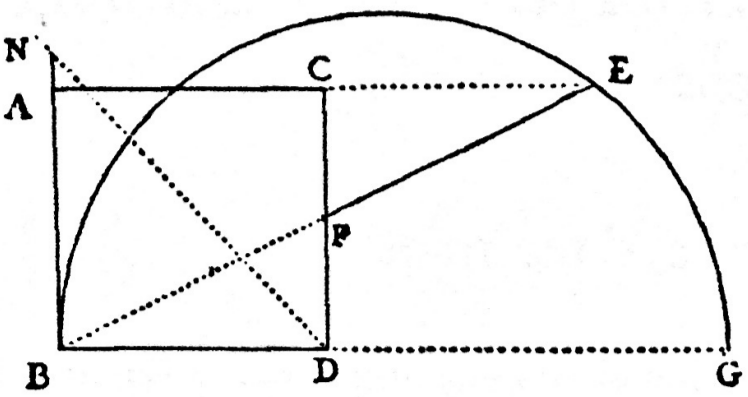
Problema resolt per Pappos d'Alexandria

Per a posar el seu mètode a prova, Descartes ens mostra la resolució algèbrica d'un problema geomètric clàssic resolt a priori per Pappos d'Alexandria
Donats el quadrat {\displaystyle AD} i la recta {\displaystyle BN}, perllonguem el costat {\displaystyle AC} fins a {\displaystyle E}, de manera que {\displaystyle EF}, tirada des de {\displaystyle E} cap a {\displaystyle B}, sigui igual a {\displaystyle NB}. Per Pappos sabem que, si primerament hem perllongat {\displaystyle BD} fins a {\displaystyle G}, de manera que {\displaystyle DG} sigui igual a {\displaystyle DN}, i després hem tirat una circumferència de diàmetre {\displaystyle BG}, si perllonguem la recta {\displaystyle AC}, aquest trobarà la circumferència en el punt {\displaystyle E} que es demana.
A continuació, Descartes apunta una manera de generalitzar la resolució a equacions polinòmiques de grau {\displaystyle n} a través de descomposicions en dos polinomis de grau {\displaystyle n_{1}} i {\displaystyle n_{2}} fins a obtenir un polinomi resoluble. Malauradament Galois i Abel van provar que això no és possible a principis del s. XIX.

### Resolució geomètrica de les equacions polinòmiques

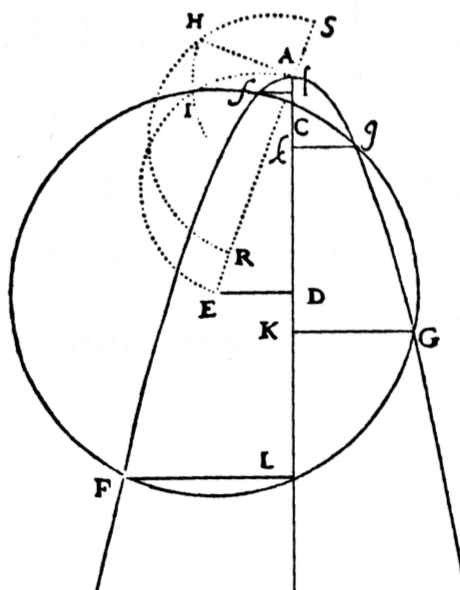
Mètode de resolució de les equacions cúbiques i quàrtiques

Descartes ja ens havia ensenyat en el Llibre primer com tractar les equacions quadràtiques, veient senzillament que les solucions, si existien (en el sentit de ser reals), es podien construir fàcilment amb regle i compàs. Ara doncs, es planteja trobar la manera de resoldre cúbiques i quàrtiques geomètricament. La seva resposta és la següent: les solucions de les cúbiques i les quàrtiques es determinen convenientment a través del tall d'una circumferència i una paràbola segons l'equació que calgui resoldre.
Aquí Descartes fa trampa i diu com han de ser la paràbola i la circumferència i quines són les rels que s'obtenen, però amaga per quin motiu han de ser així i com obtenir les corbes. Ell agafa la paràbola de vèrtex {\displaystyle A} i eix {\displaystyle AC} i amb el costat recte {\displaystyle 1=2AC}. Pren un punt {\displaystyle D} tal que {\displaystyle AD={\frac {p}{2}}} i considera {\displaystyle DE} perpendicular a {\displaystyle CD} de manera que {\displaystyle DE={\frac {q}{2}}}. Per acabar, dibuixa una circumferència de centre {\displaystyle E} i radi {\displaystyle AE} si {\displaystyle r=0}.
Així, Descartes talla, sense dir-ne el motiu, la paràbola {\displaystyle y=x^{2}} amb la circumferència
{\displaystyle x^{2}-qx+y^{2}-(p+1)y=r}
Gràcies a aquest mètode, pot trisecar qualsevol angle, ja que la trisecció d'un angle correspon a la resolució d'una cúbica irreductible que té arrels reals, això és, sempre que d'alguna manera puguem dibuixar una paràbola, tot i que Descartes no ofereix cap giny mecànic a tal efecte i cap dels compassos cartesians la dibuixa. Citem què diu Descartes per justificar que el problema cúbic i quàrtic no és pla:
Així doncs, amb les regles exposades més amunt, és possible expressar les rels de totes les equacions que no sobrepassen el quadrat quadrat. No veig que es pugui demanar res més pel que fa a aquesta qüestió. La naturalesa mateixa d'aquestes rels no ens pemet pas expressar-les en termes més simples, ni tampoc que es puguin determinar per mitjà d'una construcció que alhora sigui més general i més fàcil. És cert que no he dit encara en què em baso per gosar dir tan taxativament si una cosa és possible, o no. Fixem-nos, però, que, amb el mètode que faig servir, tot allò que cau sota la consideració dels geòmetres es redueix a una mateixa mena de problemes. Tot consisteix a buscar els valors de les rels d'una certa equació. Tothom trobarà assenyat que no és dolent fer una enumeració de tots els camins pels quals es poden trobar, i que sigui suficient per demostrar que s'ha emprat el més general, i alhora el més simple. I, d'una manera particular, pel que fa als problemes sòlids que, com ja he dit, no es poden construir sense emprar alguna línia més complexa que la circumferència, és fàcil descobrir que tots els es redueixen a dues construccions: en l'una cal disposar dels dos punts que determinen dues mitjanes proporcionals entre dues línies donades; en l'altra, els dos punts que divideixen en tres parts iguals un arc donat. I, com que la curvatura de la circumferència depèn d'una única relació -la que tenen totes les seves parts amb el centre-, només ens pot servir per determinar un únic punt entre dos extrems, com ara trobar una mitjana proporcional entre dues línies rectes donades, o bé dividir un arc donat en dues parts. Mentre que la curvatura de les seccions còniques, en dependre sempre de dues coses diferents, pot servir també per determinar dos punts diferents.
Tot seguit generalitza la qüestió anterior a les sèxtiques i quíntiques: es podran resoldre tallant la paràbola cartesiana (corba generada pel segon compàs cartesià aplicat a una paràbola) amb una circumferència adequada exposant-ho així:
Per aquesta raó, em sembla que faig el millor que es pot fer, oferint una regla general per construir-les. I ho faig emprant la línia corba que descriu la intersecció d'una paràbola i una línia recta de la manera que ja he explicat, perquè afirmo que no n'hi ha cap altre que sigui de naturalesa més simple, i que tingui el mateix efecte. A més, hem vist que és la que segueix les còniques en la qüestió tan estudiada pels antics, la solució de la qual presenta ordenadament totes les línies corbes que han de ser admeses en geometria.
Aquí Descartes fa l'afirmació que tota corba geomètrica és la solució d'un problema de les {\displaystyle 2n-2} o de les {\displaystyle 2n} rectes, la qual cosa és falsa en realitat i aquest resultat va ser provat per Newton.
El mètode que presenta Descartes és aplicable a totes les sèxtiques de la forma:
{\displaystyle y^{6}-py^{5}+qy^{4}-ry^{3}+sy^{2}-ty+v=0,{\textrm {amb}}\ q>\left({\frac {p}{2}}\right)^{2}}
Totes les sèxtiques d'aquesta forma són resolubles amb el mètode de la paràbola cartesiana, però no queda clar si si tota sèxtica es pot reduir a una equació d'aquest tipus.
Per acabar, Descartes diu que per simple generalització podrem dividir un angle en {\displaystyle n} parts iguals, i podrem trobar tantes mitjanes proporcionals com vulguem. Això permetria, segons ell, estendre el mètode a equacions polinòmiques de qualsevol grau. Ara bé, aquesta generalització no és certa, perquè la paràbola no l'hem pogut obtenir de la recta fent servir el segon compàs.